# Свантибор III
Свантибор III (I) фон Померания-Щетин (на полски: Świętobór I; на немски: Svantibor III (I) von Pommern-Stettin; * ок. 1351; † 21 юни 1413) е херцог на Померания-Щетин (1372 – 1413) и известно време щатхалтер на Мителмарк.

## Живот
Той е третият син на херцог Барним III фон Померания († 1368) и съпругата му Агнес фон Брауншвайг-Грубенхаген († 1371), дъщеря на херцог Хайнрих II фон Брауншвайг-Грубенхаген и Юдит фон Бранденбург. Брат е на Ото († 1337), Казимир III († 1372), херцог на Померания-Щетин (1368 – 1372), и Богислав VII († 1404).
След смъртта на Барним III през 1368 г. трите му синове Казимир III, Свантибор III (I) и Богислав VII поемат заедно владението на Померания-Щетин. След смъртта на брат му Казимир III през 1372 г. Свантибор и Богислав VII († 1404) управляват заедно, като Свантибор има водещата роля. От 1404 г. той управлява сам.
На 10 август 1377 г. император Карл IV (1316 – 1378) и херцог Свантибор III/I фон Померания-Щетин, херцог Вартислав VII от Померания-Слупск и епископа на Камин – Зигизмунд, сключват един десетгодишен мирен договор. Свантибор участва понякога в имперските събития и е кралски дворцов съдия.
След смъртта на Карл IV през 1378 г. избухват безредици. Свантибор се бие с господарите фон Ведел в Ноймаркт. Свантибор е на страната на Вацлав IV (1361 – 1419). От 1409 до 1411 г. той поддържа бранденбургския курфюрст Йобст Моравски и е щатхалтер на Мителмарк.
Свантибор III/I умира на 21 юни 1413 г. и е погребан в манастир Колбакц (Kołbacz).

## Фамилия
Свантибор III/I се жени пр. 13 септември 1374 г. за Анна фон Хоенцолерн-Нюрнберг (* 1360; † ок. 1413), дъщеря на Албрехт Красивия († 1361), бургграф на Нюрнберг, и София фон Хенеберг-Шлойзинген († 1372). Те имат децата:
- Ото II (* ок. 1380; † 27 март 1428), херцог на Померания-Щетин, женен за Агнес фон Мекленбург-Щаргард († pr. 1467)
- Албрехт († 29 май 1412)
- Казимир V (* сл. 1380; † 12/13 април 1435), херцог на Померания-Щетин, женен I. пр. 4 август 1424 г. за Катарина фон Брауншвайг-Люнебург († 1429), II. 1431 г. за Елизабет фон Брауншвайг-Грубенхаген-Айнбек († 1452)
- Маргарета от Померания-Щетин (* ок. 1375; † сл. 1417), омъжена сл. 1397 г. за херцог Улрих I фон Мекленбург-Щаргард († 1417)